# Pinghe, Yunnan
Pinghe (kinesiska: 坪河) är en socken i Kina. Den ligger i provinsen Yunnan, i den sydvästra delen av landet, omkring 250 kilometer söder om provinshuvudstaden Kunming.